# Диоцез Галлия
Диоцез Галлия (лат. Dioecesis Galliarum) — один из диоцезов Поздней Римской империи, находился в преторианской префектуре Галлии.
Он охватывал всю Галлию и состоял из следующих провинций: Лугдунская Галлия I, Лугдунская Галлия II, Лугдунская Галлия III, Лугдунская Галлия IV, Белгика I, Белгика II, Германия I, Германия II, Пеннинские Альпы и Максима Секванская.
Диоцез был создан после реформ Диоклетиана и Константина I в 314 году. В начале V века граница Рейна была нарушена, и большая часть Галлии оказалась захвачена варварскими племенами. Лишь юго-восток диоцеза оставался в руках римлян. После падения Западной Римской империи диоцез прекратил своё существование.